# 郭煕

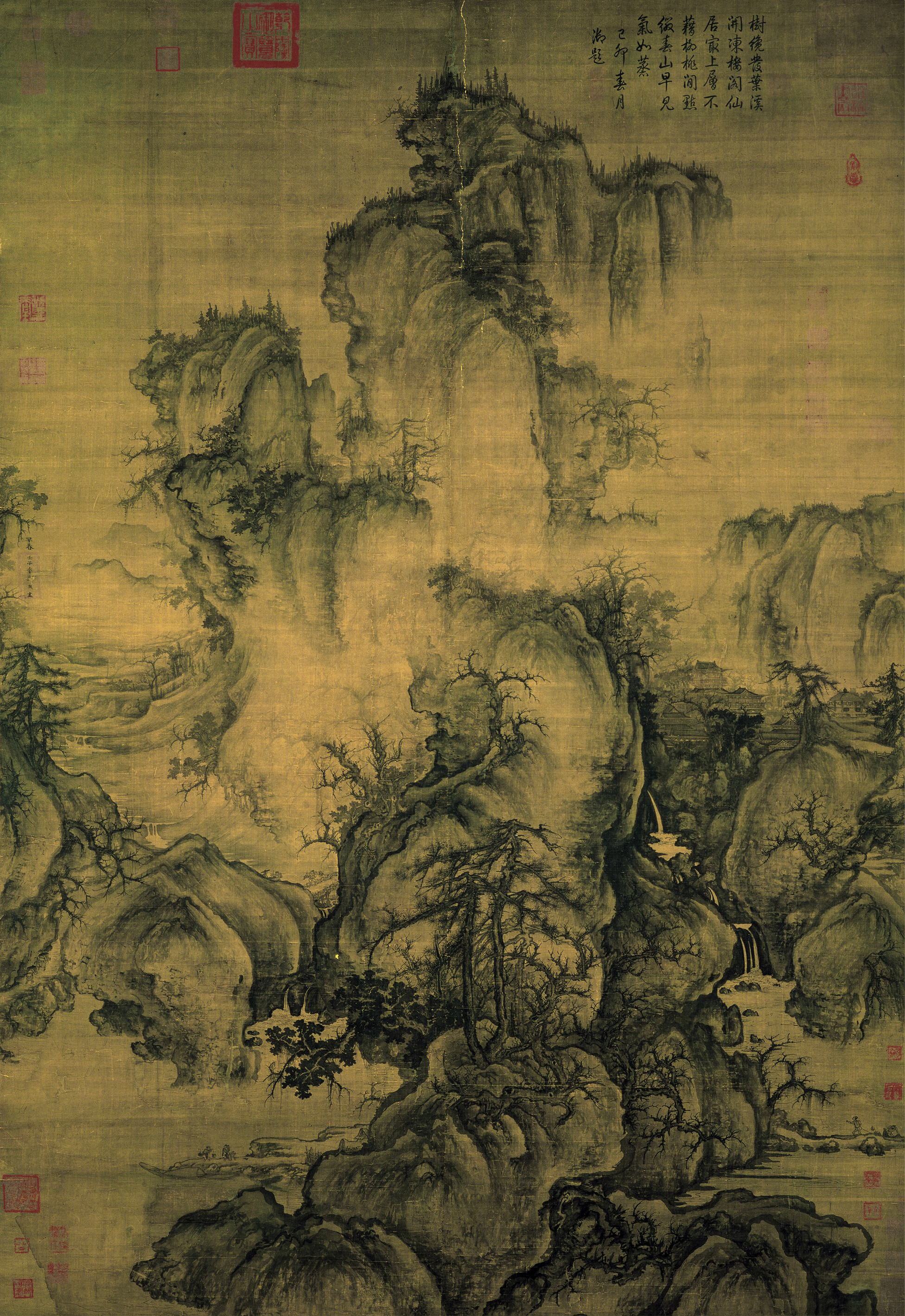
郭煕「早春図」（国立故宮博物院、台北）

郭 煕（かく き、1023年 - 1085年）は、北宋の山水画家。字は淳夫。

## 略歴
孟州温県の出身。老年になるまでの経歴は殆ど分からない。神宗時期の初め頃、登用される。宮中にのぼると、三司の塩鉄副使である呉充の命令で、官衙や宮殿・寺院の壁画や大屏風を多く制作した。郭煕の斬新な大画面の画風は、革新の意気に燃える若い皇帝を感動させ、程なく御書院の芸学ポストに就き、数年後には書画担当技官の最高位である待詔に昇進した。郭煕が属した御書院は、翰林学士院の下部組織で、同じ翰林院の下位機関で、通常宮廷画家が所属する翰林図画院とは異なる部局である。画家に書記官の職を与えたのは、因習的になりがちな画院に拘束されず、郭煕がその天分を自由に発揮できるようにするための神宗自らの配慮と言われる。
神宗死後の活動記録は少ない。支持者を失い、技巧主義的な郭煕の絵は士大夫達の美意識とは合わなくなっていった。既に徽宗時期には忘れ去られようとしており、鄧椿が著した『画継』には、郭煕の壁画や屏風は宮殿から撤去され廃品として扱われた逸話が見える。

## 画風とその影響
郭煕は山水画に長じ、深く自然に通じて、「飽遊飫看、歴歴羅列於胸中（自然を理解する最良の方法は、自らこの山に遊んで観察することである。そうすれば山水の姿がありありと胸中に展開する）」という言葉を残している。雲頭皴・蟹爪樹と呼ばれる特殊な画法を以て山水画を描き、その山水は、蘇軾・黄庭堅・王安石などの高い評価を得た。中国山水画史上、最も重要な山水画家に挙げられる。後世、李成と併称して「李郭」とも呼ばれ、その独特の山水様式は「李郭派」とも呼ばれ、董源・巨然の「董巨風格」と並んで、中国山水画を代表する二つの様式とされる。
そのもっとも重要な作品に「早春図」（台北・国立故宮博物院）がある。また、その山水画の画論に、子の郭思が編纂した『林泉高致集』（中）があり、その後の中国画論へも大きな影響を与えた。

## 参考資料
- 新藤武弘『山水画とは何か』福武書店、1989年 ISBN 4-8288-3301-3